# فينيرا 11
فينيرا 11 هو مسبار فضاء سوفيتي كانت مهمته استكشاف كوكب الزهرة. أطلق فينيرا 11 في 9 سبتمبر 1978 في الساعة 3:25:39 حسب التوقيت العالمي. وانفصل عن منصته الطائرة في 23 سبتمبر . ودخل الجزء الهابط منه في غلاف الزهرة بعد يومين بسرعة 11.2 كم/ثا. وخلال الهبوط طبقت عمليات كبح إيروديناميكي تبعت بكبح بواسطة مظلة وانتهت بعملية كبح بمساعدة الغلاف الجوي. وقد هبط بشكل آمن في الساعة 06:24 حسب توقيت موسكو في 25 ديسمبر بعد أن استغرق زمن الهبوط ساعة واحد. أرسل بيانات إلى المنصة الطائرة لمدة 95 دقيقة.